# (3329) Golay
(3329) Golay ist ein Asteroid des Hauptgürtels, der am 12. September 1985 vom Schweizer Astronomen Paul Wild, vom Observatorium Zimmerwald der Universität Bern aus, entdeckt wurde.
Der Asteroid ist nach dem Schweizer Astronomen Marcel Golay benannt.